# 納什山脈
81°55′S 162°0′E / 81.917°S 162.000°E
納什山脈（英語：Nash Range）是南極洲的山脈，位於沙克爾頓海岸，處於迪奇冰川和尼姆羅德冰川之間，全長70公里，該山脈現時由南極條約體系管理。